# イリア2世
イリア2世（グルジア語: ილია II、グルジア語ラテン翻字: Ilia II、1933年1月4日 – ）は、全ジョージアのカトリコス総主教、ムツヘタ＝トビリシの大主教、ビチヴァンタとスフミ＝アブハジアの府主教。ジョージア正教会の首座主教。敬称は聖下 (His Holiness) あるいは座下 (His Beatitude)。

## 生涯

### 幼少期
イリア2世はグレゴリオ暦1933年1月4日、ロシア社会主義連邦ソビエト共和国北オセチアのウラジカフカスにおいてイラクリ・グドゥシャウリ＝シオラシヴィ（グルジア語: ირაკლი ღუდუშაური-შიოლაშვილი、グルジア語ラテン翻字: Irakli Ghudushauri-Shiolashvili）として誕生。両親はともにジョージアのカズベギ地区出身。父はスノ村出身のギオルギ・シオラシヴィリで、ヘヴィの高地で有力な一族であった。母はシオニ村出身のナタリア・コバイゼであった。
両親は1927年にウラジカフカスで家を購入し、そこでイラクリ・グドゥシャウリが誕生した。両親は誕生から3日後、ユリウス暦におけるクリスマスの日にジョージア正教会の聖堂で洗礼を施してもらい、エレクレ2世に敬意を表して「イラクリ」の名をつけた。代父母は掌院タラシと、修道女ゾイレ（ドヴァリシヴィリ）であった。代母ゾイレはサムタヴロ修道院に連れて行き、そこでイラクリは当時のカトリコス総主教カリストラテから祈りの祝福を受けた。

### 青年時代
イラクリ・グドゥシャウリはスラヴ・ギリシャ・ラテン・アカデミーを卒業後、「イリア」の名の下に叙聖され、1957年に修道輔祭、1959年に修道司祭となった。1960年にモスクワ神学アカデミーを卒業すると、ジョージアへ戻り、1960年にバトゥミ大聖堂で司祭となった。1961年に典院、その後掌院に昇叙。1963年8月26日、バトゥミおよびシェモクメディの主教に叙聖され、また総主教代理に任命された。1963年から1972年までムツヘタ神学校の初代学長を務めた。この神学校は、当時のジョージアで唯一の聖職者教育機関であった。
1967年、イリアはスフミとアブハジアの主教に叙聖され、1969年に府主教に昇叙。

### カトリコス総主教
1977年11月にジョージアのカトリコス総主教ダヴィト5世が死去すると、1977年12月25日にイリアが新しいジョージアのカトリコス総主教に選出された。
イリア2世は新しい総主教として教会の改革に着手し、ソビエトのイデオロギーによって抑圧されている状況の変革に取り組んだ。その結果、1980年代後半までにジョージア正教会はかつての影響力と名声を広く取り戻した。1988年には100万人から300万人と推定される信徒のために、司祭180名、修道士40名、修道女15名を抱えた。また教会200箇所、神学校1箇所、女子修道院3箇所、男子修道院4カ所を有した。ソビエト末期の数年間、イリア2世はジョージアの社会生活に積極的に関与した。
イリア2世は、聖書を言語学的な観点から現代ジョージア語版に更新するプロジェクトに携わり、ゴルバチョフ時代に現代ジョージア語版の聖書の出版を監督した。
1989年4月9日、イリア2世はソビエトの支配に反対するデモに参加し、流血を避けるため抗議者たちに近郊のカシュヴェティ教会へ撤退するよう呼びかけた。この平和的なデモはソビエト軍によって追い払われ、死者22人と負傷者数百人を出した（トビリシの悲劇）。イリア2世は1990年代のジョージア内戦中、危機に対する平和的な解決策を見つけるよう呼びかけ続けた。
ジョージア正教会は1962年にソビエト国内の他の教会とともに世界教会協議会に加わっており、イリア2世は1978年から1983年まで世界教会協議会の共同議長を務めた。1997年5月、正教会の保守派聖職者グループはイリア2世について「エキュメニズムの異端」に参加したとして、分裂を示唆した。イリア2世は聖シノドを急遽召集し、世界教会協議会を決定・発表した。2002年、ジョージア大統領エドゥアルド・シェヴァルドナゼとイリア2世は「ジョージア国とジョージア使徒伝承独立正教会の間の憲章協約」（ジョージア憲章協約）を締結。ジョージア正教会にいくつかの特権が与えられ、特に総主教の座にある者に対しては法的免責が与えられた。

### 至聖三者大聖堂
イリア2世の祝福を受けて、トビリシ中心部を流れるクラ川の東側の丘の上に至聖三者大聖堂が建設された。
1988年8月24日、イリア2世はトビリシ市議会の議長イラクリ・アンドリアゼに対して、聖三位一体大聖堂の建設のための適切な敷地を確保を要請した。だが当時の有力者たちはこの構想を支持せず、街の景観の中ではあまり目立たないような場所を確保しようとした。この流れの中で、いくつか候補が上がった。ツクネティの道路沿いも候補の一つであったが、その場所はトビリシの景色がほとんど見えない森の中であった。その後、市議会の実行委員会の指示によりニコロズ・バラタシヴィリの坂の近郊が選定され、最終的にエリアの丘に決定した。教会の建設は「ジョージアの民族的および精神的復興の象徴」として宣言され、複数の実業家や一般市民からの匿名の寄付によって支援された。イリア2世は至聖三者大聖堂の建設を主導し、建設にあたっての国際コンテストには100件を超えるプランが提出された。
建設はアルチル・ミンディアシヴィリの設計で1995年に着工し、2004年11月23日（聖ゲオルギオスの日）に奉献された。

## 栄誉
イリア2世は総主教として、アンティオキア、エルサレム、アレクサンドリア、ロシア、ギリシャ、ブルガリア、ルーマニア、その他のほとんどすべての正教会の総主教から、最高位の教会賞を与えられている。またイリアは生産的な神学者および教会歴史学者として、1986年にニューヨークの聖ウラジミール正教会神学校から、1996年にクレタの科学アカデミーから、1998年にペンシルベニアの聖ティーホン正教会神学校から、それぞれ神学の名誉博士号を授与された。イリア2世は2003年にジョージア国立科学アカデミー名誉会員となった。またアメリカ系譜学・紋章学・文書学スクール名誉フェローに就任。2008年2月、ダヴィト・グラミシヴィリ賞を受賞。2008年10月、バクラティオニ家の君主制復活に関する支持的見解から、ダヴィト・バクラティオン＝ムフラネリ王太子はイリア2世にジョージア鷲勲章グランドカラーを叙勲した。

## 立憲君主制に関する見解
イリア2世はジョージアの国体の一つとして、立憲君主制に賛同の立場であるとの評価を得ている。2007年10月7日、イリア2世は19世紀初頭にロシア帝国が廃したバクラティオニ王朝を復興し、立憲君主制の樹立を検討するよう公の場で説いた。この呼びかけは、ミヘイル・サアカシヴィリ大統領政権下で与野党の対立が高まる中、多数の議員がイリア2世の提案を歓迎した。2018年6月、イリア2世は公式の祝福を与え、
スヴェティツホヴェリ大聖堂においてイオアネ・バグラティオン＝ムフラニとクリスティネ・ジジグリの結婚式を行った。

## ロシアとの関係
2008年8月の南オセチア紛争中、イリア2世はロシアの政治指導者やロシア正教会に訴えて、「ロシアの正教徒がジョージアの正教徒を爆撃している」との懸念を表明した。そして南オセチアにおいてジョージアが「ジェノサイド」を行ったとするロシアの告発を、「純粋たる嘘」として却下した。イリア2世はまた、ロシアに占領されたジョージア中央部の都市ゴリや、人道的惨事の危機に瀕していた近郊の村を訪問し、食料と支援をもたらした。加えてイリア2世は、死亡したジョージアの兵士や民間人の遺体の回収に助力した。イリア2世は2008年9月1日に行われた「ストップ・ロシア」デモを祝福した。このデモでは、ジョージア全体で数万人が人間の鎖を作った。
2008年12月、イリア2世はモスクワを訪問し、モスクワ総主教アレクシイ2世の葬儀に参加した。2008年12月9日、イリア2世はドミートリー・メドヴェージェフ大統領と面会。これは8月の南オセチア紛争以来、両国の最初のハイレベルな公式接触であった。その後イリア2世は、政治家による「慎重かつ外交的」なフォローアップを求めるメドヴェージェフ大統領と、いくつかの「前向きな合意」を結んだことを発表した。

## 少子化への取り組み
2007年末、イリア2世はジョージアの出生率の低下を懸念し、2人以上の子供がいる家庭において新たに子供が誕生した場合、個人的に洗礼を授けることを発表した。イリア2世は年4回、洗礼の儀式を大量に行う。ジョージア正教会の関係者によると、イリア2世の洗礼はジョージアの正教徒にとって極めて名誉なことであるため、イリア2世の発表は全国的なベビーブームを呼び起こした。イリア2世は2008年現在までに、19,000人を超える洗礼を行った。

## 支持率
イリア2世は2010年、CNNの調査により「ジョージアで最も信頼できる男」と呼ばれた。2013年11月の全米民主国際研究所による世論調査では、好感度はジョージアの政治家の中で最高の94パーセントであった。

## 同性愛に対する姿勢
2013年、イリア2世は同性愛を「病気」を表現し、薬物依存症と比較した。2013年5月17日、トビリシでは国際反ホモフォビアの日を記念してゲイの権利に関する集会が予定されていたが、イリア2世は集会を中止するようジョージア当局に要請し、この集会はジョージアの伝統に反する「多数の権利の侵害」および「侮辱」であると述べた。このコメントに続いて、ジョージア正教会の司祭に率いられた数千人がトビリシの道路に集まり、ゲイの権利集会に対する抗議を行った。集会参加者に向けられた強い反発のために、集会は中止となり、活動家は警察によりバスで安全に護送された。この日の出来事に対してイリア2世は、すべての暴力的な行為を深く批判した。
イリア2世は説教において、同性愛や中絶に対する叱責を行い、またテレビ等で過激な性的なコンテンツが放映されないようにするためのチェック機構を求めた。そして「不十分な愛国心」しかない教科書を批判し、イリア2世が「極端な自由主義」と呼称するものについて講義を行い、海外から入ってくる「偽りの文化」に警鐘を鳴らした。